# کونیهیرو میورا
کونیهیرو میورا (انگلیسی: Kunihiro Miura؛ زادهٔ ۲۰ اوت ۱۹۶۲) بوکسور اهل ژاپن بود.